# Плевник (Мазовецьке воєводство)
Плевник (пол. Plewnik) — село в Польщі, у гміні Кшиновлоґа-Мала Пшасниського повіту Мазовецького воєводства.
Населення — 69 осіб (2011).
У 1975-1998 роках село належало до Остроленцького воєводства.

## Демографія
Демографічна структура станом на 31 березня 2011 року:
|          | Загалом | Допрацездатний вік | Працездатний вік | Постпрацездатний вік |
| -------- | ------- | ------------------ | ---------------- | -------------------- |
| Чоловіки | 36      | 8                  | 23               | 5                    |
| Жінки    | 33      | 5                  | 24               | 4                    |
| Разом    | 69      | 13                 | 47               | 9                    |